# Armand Blanchonnet
Armand Blanchonnet (23 de dezembro de 1903 — 17 de setembro de 1968) foi um ciclista francês.
Competiu pela França nos Jogos Olímpicos de Verão de 1924, realizados em Paris, conquistando a medalha de ouro na prova de estrada individual. Também foi medalhista de ouro no contrarrelógio individual.